# Előszállás
Előszállás là một làng thuộc hạt Fejér, Hungary. Làng này có diện tích 39,98 km², dân số năm 2010 là 2218 người, mật độ 55 người/km².